# 帕布羅·克泰諾特
| 181 Eucharis | 1878年2月2日 | MPC |

帕布羅·克泰諾特（法語：Pablo Cottenot，1800年—？）是一名法國天文學家。
他曾在馬賽天文台工作，但根據愛德華·史提芬的說法，克泰諾特的天文生涯很短暫。他被小行星中心譽為發現了一顆小行星，即主星帶外側的訣女星。